# 下谷二三子
下谷 二三子（したや ふみこ、1938年6月21日 - 2023年2月21日）は、日本の民謡歌手、演歌歌手。
本名は池松 二三子（いけまつ ふみこ）。所属はキングレコード気付。

## 略歴
山形県鶴岡市出身。母親の青山ちどりがテイチクの民謡歌手、父親が興行師という環境のもとで10歳頃から母親に民謡を習い、15歳で三味線を始める。
1958年に上京し、1959年10月に「ゴルフ拳」でキングレコードからデビュー。
この年に日劇で行われた三橋美智也リサイタルに出演。その後藤本琇丈に三味線を習い、歌謡曲を吉田矢健治に師事する。
以来、歌謡曲、民謡、俗曲など幅広い分野で活動し、特に日本調を得意とする。
1977年に発売した「博多さのさ」は、舞踊ブームに乗って40万枚のヒットとなり、今日に至っても伸び続けている。
戦後復興を支えた民謡界では当時売れっ子歌手として活躍、特に同じキングレコード所属の三橋美智也、春日八郎との共演作品が有名である。
2023年2月21日、急性大動脈解離のため、埼玉県川越市の病院で死去した。84歳没。

## 人物
- 以前の芸名は「小桜二三子」であったが東京都の下谷に住んでいたことから芸名を現在の「下谷 二三子」に変更した。
- 芸者歌手の出身である[1]。

## エピソード
- 1963年に三橋美智也とデュエットで発売した東村山音頭はその後ザ・ドリフターズの志村けんが一部の歌詞を変えて歌ったことで更に有名になった。

### レコード
- 代表的な歌謡曲　博多さのさ、花の彰義隊、嵯峨野ひしぐれ他
- 代表的な民謡　磯原節、シャンシャン馬道中唄、淡海節他

## 出演
- NHK「それいけ!民謡うた祭り」
- テレビ東京「木曜8時のコンサート〜名曲!にっぽんの歌〜」
- 「日本歌手協会歌謡祭・歌の祭典2015」（開催・収録2015年9月9 - 10日、五反田ゆうぽうと）（BSジャパン放送）